# Catenoy
Catenoy är en kommun i departementet Oise i regionen Hauts-de-France i norra Frankrike. Kommunen ligger i kantonen Liancourt som tillhör arrondissementet Clermont. År 2022 hade Catenoy 1 080 invånare.

## Befolkningsutveckling
Antalet invånare i kommunen Catenoy
| Referens: INSEE |